# Molophilus melanoleucus
Molophilus melanoleucus är en tvåvingeart som beskrevs av Alexander 1953. Molophilus melanoleucus ingår i släktet Molophilus och familjen småharkrankar.
Artens utbredningsområde är Bolivia. Inga underarter finns listade i Catalogue of Life.